# Anathéma
Anathéma nebo anathema (řec. od ana-tithémi, vyzvednout) znamená původně vynětí něčeho z běžného užívání, později klatbu a vyloučení z obce či církve. Jako církevní trest se vzácně užívá v pravoslavných církvích, katolická církev je od roku 1917 nahradila pojmem vyloučení či exkomunikace.
V běžné řeči se někdy užívá metaforicky pro prokletí a zavržení.

## Původ
Řecké anathéma znamenalo původně jakékoli „vyzvednutí“ nebo ozvláštnění, v náboženské řeči vyjmutí věci z lidského užívání a obětování bohům, podobně jako hebrejské cherem. V tomto smyslu je vzácně užívá i Bible, například Lv 27, 28 (Kral, ČEP) nebo L 21, 5 (Kral, ČEP), kde se slovo překládá jako „dary“, podobně jako hebrejské korban (Mk 7, 11 (Kral, ČEP)). V Bibli a v pozdějším židovském i křesťanském užívání však převládl užší význam něčeho nenapravitelně prokletého, co má být „odevzdáno božímu trestu“, vyhubeno a zničeno (např. Dt 7, 2 (Kral, ČEP) nebo Joz 11, 11 (Kral, ČEP)). Jinde se předpokládá, že majetek „postižený klatbou“ patří kněžím (Ez 44, 29 (Kral, ČEP)).
V Novém zákoně slovo znamená, že se někdo zapřísahá nebo „zaklíná“, tj. přivolává na sebe boží trest, pokud by něco nesplnil, např. Sk 23, 12 (Kral, ČEP). V listech svatého Pavla už se užívá v pozdějším smyslu vyloučení či „klatby“ vůči lidem, kteří se zřekli nebo odcizili evangeliu, například Ga 1, 8 (Kral, ČEP) nebo 1Kor 16, 22 (Kral, ČEP).

## V křesťanství
V tomto smyslu přísného vyloučení, případně i zákazu s takovým člověkem se stýkat, slovo užívaly křesťanské církve. Ve středověku se rozlišovalo dočasné vyobcování (exkomunikace) a výslovná klatba (anathema), s níž mohlo být spojeno i „vydání k potrestání“ světské moci: člověk vyloučený z církve byl něco jako veřejný nepřítel, pro něhož ve společnosti nebylo místo. Klatbu vyhlašoval papež a mohla postihnout i panovníka. V takových případech se vyhlašovala v kostele přečtením papežské buly, načež přítomní kněží zhasli svíce, zlomili je a hodili na zem.
Středověká klatba byla pochopitelně i prostředkem politického boje, protože zbavovala šlechtice i poddané závazku poslušnosti, a papežové pozdního středověku ji užívali až příliš často. Reformátoři instituci anathematu potvrdili a založili na Ježíšově výkladu (Mt 18, 18 (Kral, ČEP)), zdůraznili však její výchovnou povahu (možnost smíření). Od 17. století slavnostní klatby i v katolické církvi mizí a převládá „automatická“ klatba, jakou nad sebou (ipso facto) vyslovuje heretik nebo schizmatik. Kodex církevního práva z roku 1917 anathema zrušil resp. ztotožnil s vyobcováním (exkomunikací). V pravoslavných církvích se výslovné anathema dnes užívá jen ve výjimečných případech, stejně jako podobné tresty v některých protestantských církvích, v synagogách nebo v moderních církvích amerického původu (Svědkové Jehovovi, Mormoni atd.), může však mít pro postiženého závažné společenské důsledky.

## Mimo křesťanství
V judaismu je dnes cherem vyloučení z účasti na bohoslužbách, o němž rozhoduje místní obec, a podobné tresty zná i hinduismus. Islámský takfir, prohlášení určité osoby za nevěřícího, se vždy užíval spíše výjimečně, v současných muslimských státech však může znamenat i vážný společenský trest jako například v případě S. Rushdieho. Také v některých sektách může vyloučení znamenat naprosté přerušení kontaktů.